# NGC 2720
NGC 2720 ist eine elliptische Galaxie vom Hubble-Typ E/S0 im Sternbild Krebs auf der Ekliptik. Sie ist schätzungsweise 384 Millionen Lichtjahre von der Milchstraße entfernt und hat einen Durchmesser von etwa 130.000 Lichtjahren. 

Im selben Himmelsareal befinden sich u. a. die Galaxien NGC 2725, NGC 2728, IC 526.
Das Objekt wurde am 10. März 1864 vom deutschen Astronomen Albert Marth entdeckt.